# Ferdinand Fagerlin
Ferdinand Julius Fagerlin (født 5. februar 1825 i Stockholm, død 19. marts 1907 i Düsseldorf) var en svensk genremaler. 
Han studerede 1845-47 på Stockholms akademi, blev student, gik militærvejen, men sagde 1853, da han tog til Düsseldorf, den lovende militære løbebane farvel. I Düsseldorf studerede han under Sohn, senere i Paris under Couture; men et ophold i Holland og påvirkningen i Düsseldorf fra den amerikanske maler Ritters billeder styrede hans kunst hen imod det hollandske interiørbillede, og han blev snart "den hollandske fiskerstues og de hollandske kystboeres maler". I sine første genrebilleder - fra 1854 – hentede han sine motiver fra Rhinegnen, i Paris var Savoyarddrengene og blomsterpigerne hans særlige emner, der dog snart måtte vige for skildringen af det hyggelige fisker- og sømandsliv indendørs som hans sikre speciale. 
I et arbejde som Rygende Drenge (Nationalmuseum i Stockholm) viser han sig allerede som en moden kunstner, sikker i tegningen, i det maleriske stærkt bundet til den düsseldorfske manér, men udmærket til at tage det fysiognomiske udtryk på kornet og med det godmodige lune, der er et af hans kunstnerpersonligheds faste karaktertræk. Frieriet, prisbelønnet på den internationale udstilling i Dublin 1865 (et beslægtet emne behandlede han næste år i Kærlighedserklæring) skaffede ham almindelig anerkendelse. 
Senere værker er: Rekonvalescenten (1867, Nationalmuseum), Skinsygen (1868; ligeledes i Stockholm), Uden håb (1877), Hollandsk interiør (1885, Nationalmuseum, en gentagelse fra 1886 i Berlins Nationalgalleri), Trauliches Heim (Berlin), De nygifte (1883, Københavns Kunstmuseum), og mange andre (mange havnede i England). Nasjonalgalleriet i Oslo ejer hans Ungkarlelivets genvordigheder fra slutningen af 1860'erne. 
Axel Holck skriver i Salmonsens: "F. er en af den sv. Düsseldorf-Kolonis ejendommeligste Malere; lidet national – han vælger saa godt som aldrig sine Motiver fra Sverige – forener han med en skarp Iagttagelse og et udmærket Fortællertalent en varmende Følelse, der bringer Stemning ind over hans smaa Interiører, dem han, ogsaa Herre over de kunstneriske Midler, fremstiller med Kærlighed for Enkelthederne og med en fin malerisk Opfattelse."